# Diferencias entre alma y espíritu

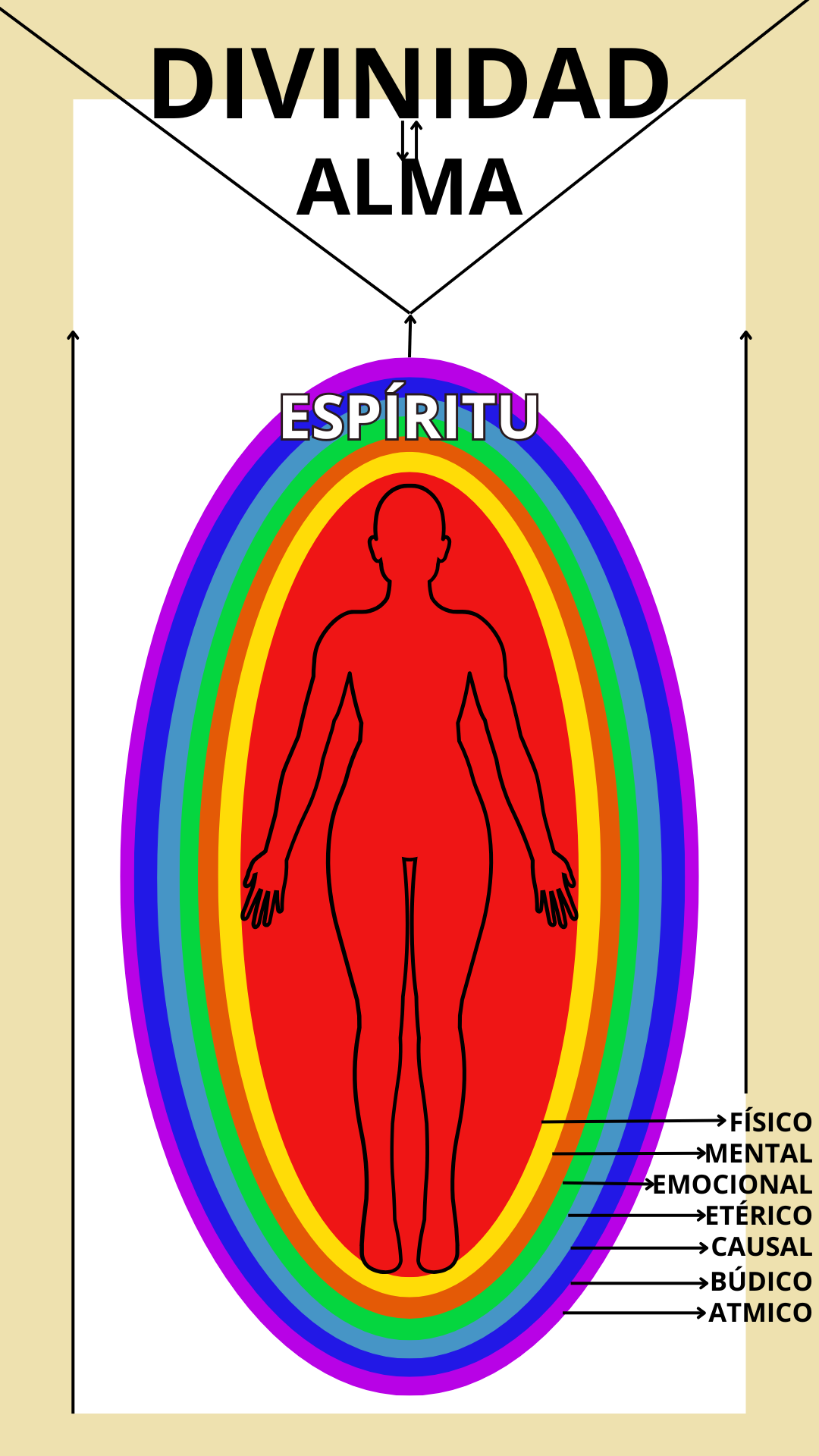
Representación de los siete cuerpos sutiles del espíritu como vehículo de conciencia, proyectado por el alma divina según una interpretación espiritual contemporánea.

Las diferencias entre alma y espíritu han sido objeto de reflexión en múltiples tradiciones religiosas, filosóficas y psicológicas. Aunque en muchas ocasiones se utilizan como sinónimos, otras corrientes sostienen que representan dimensiones distintas del ser humano. Esta distinción es especialmente clara en las lenguas originales de los textos sagrados —como el hebreo bíblico y el griego koiné—, aunque no siempre se mantiene en las traducciones. Algunas doctrinas y escuelas contemporáneas también han retomado este debate, mientras que otras mantienen una visión unitaria del alma y el espíritu como una sola esencia o función.

## Enfoque hebreo: néfesh, ruaj y neshamá
En la Biblia hebrea, existen al menos tres términos fundamentales que designan aspectos del alma o del espíritu:
- Néfesh (נֶפֶשׁ): se refiere al alma vital o instintiva. Aparece más de 700 veces en el Tanaj y designa el principio de vida, la sede del apetito, las emociones básicas y la sangre.[1]

- Ruaj (רוּחַ): literalmente "viento" o "aliento", representa el aspecto espiritual del ser humano, incluyendo la conciencia, la inspiración divina y la conexión con Dios. Ruaj puede referirse también al Espíritu de Dios.[2]

- Neshamá (נְשָׁמָה): significa “soplo profundo” y aparece como la chispa divina más elevada del ser humano. Es el aspecto más sutil y puro del alma, vinculado al intelecto superior y a la conexión directa con lo divino. En Génesis 2:7, se dice que Dios insufló en el ser humano “neshamá de vida” (נִשְׁמַת חַיִּים).[3]

La Cábala desarrolla esta estructura con dos niveles adicionales: jayá (vida) y yiejidá (unidad absoluta), formando una jerarquía de cinco niveles del alma.

## Enfoque griego: psyché y pneuma
En la filosofía griega clásica y en el Nuevo Testamento, los términos más comunes son:
- Psyché (ψυχή): alma. Asociada a la vida, la personalidad y la mente. En Platón representa el principio eterno e inmortal.[5]

- Pneuma (πνεῦμα): espíritu. Representa el aliento divino, el espíritu universal o la dimensión trascendente. En el Nuevo Testamento se utiliza para designar tanto el Espíritu Santo como el principio espiritual que habita en el ser humano.[6][7]

## Confusión en las traducciones antiguas
Durante el siglo III a. C., el Tanaj fue traducido al griego en Alejandría por orden del rey egipcio Ptolomeo II Filadelfo, en un proceso conocido como la Septuaginta. Según una tradición recogida en la obra conocida como la Carta de Aristeas, así como en el Talmud (Meguilá 9a), participaron setenta y dos sabios judíos que realizaron esta traducción para la biblioteca de Alejandría.
En esa traducción, tanto néfesh como neshamá fueron generalmente vertidas como ψυχή (psyché, alma), y ruaj como πνεῦμα (pneuma, espíritu). Esta reducción terminológica provocó una confusión duradera, al fusionar niveles distintos del alma en un único concepto, eliminando la estructura jerárquica del pensamiento hebreo.

## En otras tradiciones

### Cristianismo
Aunque inicialmente influido por el pensamiento hebreo, el cristianismo pronto adoptó categorías griegas. En muchos textos cristianos clásicos, “alma” y “espíritu” se usan como sinónimos. No obstante, algunas corrientes como el gnosticismo, el misticismo cristiano o el cristianismo ortodoxo, mantienen distinciones funcionales.

### Islam
El islam distingue entre nafs (ego/alma inferior) y ruh (espíritu), considerando que el ruh es el aliento divino dado por Alá a cada ser humano (Corán 15:29).

### Hinduismo y budismo
En el hinduismo, el atman es el espíritu individual que busca unirse con el Brahman (el Todo). En el budismo, por el contrario, se rechaza la noción de alma permanente (anatta), pero se admiten estructuras energéticas o kármicas que sobreviven al cuerpo.

## Enfoque filosófico y psicológico
Filosóficamente, la distinción entre alma y espíritu ha sido tratada por autores como Agustín de Hipona, Tomás de Aquino, Descartes y Jung. Desde la psicología profunda, Carl Jung propuso que el alma (anima) es el principio de vida individual y el espíritu una función trascendente conectada al inconsciente colectivo.

## Interpretaciones contemporáneas
Algunas corrientes espirituales contemporáneas distinguen entre el alma y el espíritu retomando las raíces hebreas de los términos néfesh, ruaj y nešamá, pero reinterpretándolos desde una visión no dogmática. En este enfoque, el espíritu está compuesto por siete cuerpos sutiles que constituyen el vehículo completo de la conciencia en la experiencia humana.
El néfesh (traducido como "alma instintiva") incluye los tres cuerpos más densos: el cuerpo físico, el emocional y el mental, y representa la dimensión más cercana a la materia. El ruaj abarca los cuerpos más sutiles: etérico, causal, búdico y átmico, relacionados con la energía vital, la memoria kármica, la intuición y la conciencia de unidad, respectivamente. Estos siete niveles son considerados expresiones del espíritu, entendido como totalidad funcional y energética del ser humano.
En esta concepción, el alma (nešamá) no se identifica con el espíritu, sino que se considera la esencia divina, eterna, indivisible e inmutable. El alma no reencarna ni se fragmenta, sino que proyecta una parte de su luz sobre el espíritu para que este encarne experiencias en distintos planos de conciencia.
Este enfoque ha sido desarrollado en obras contemporáneas como Espiritualidad Revelada (2025)
, que propone una antropología espiritual basada en esta estructura de siete cuerpos y distingue claramente entre alma y espíritu en sus funciones, naturaleza y origen.